# Adel Sellimi
Adel Sellimi (Le Kram, 16 de novembro de 1972) é um ex-futebolista profissional tunisiano, atacante, disputou duas Copas do Mundo.

## Carreira
Adel Sellimi representou a Seleção Tunisiana de Futebol nas Olimpíadas de 1996.